# Miklós Herczeg
Miklós Herczeg (26 de março de 1974) é um ex-futebolista profissional húngaro que atuava como atacante.

## Carreira
Miklós Herczeg representou a Seleção Húngara de Futebol nas Olimpíadas de 1996.